# Sergo Kotrikadze
Sergo Kotrikadze   (Chokhatauri, 9 d'agost de 1936 - Estocolm, 3 de maig de 2011) fou un futbolista georgià de la dècada de 1960.
Fou 2 cops internacional amb la selecció de la Unió Soviètica amb la qual participà en la Copa del Món de futbol de 1962.
Pel que fa a clubs, defensà els colors de FC Dinamo Tbilisi i FC Torpedo Kutaisi.